# كانزانو
كانزانو (بالإيطالية: Canzano)‏ هي بلدية في مقاطعة تيرامو في إقليم أبروتسو الإيطالي.

## السكان
في سنة 1861 بلغ عدد السكان 1٬690 نسمة، وتطور العدد ليصل في سنة 2011 لـ 1٬955 نسمة.
يظهر هذا المخطط البياني تطور النمو السكاني لـ كانزانو